# Aleksandr Miedwiedczenko
Aleksandr Miedwiedczenko (ur. 1950 w Kijowie) – radziecki, następnie ukraiński kierowca wyścigowy.
W latach 1974–1976 uczestniczył w rajdach, a następnie rozpoczął ściganie się. Uczestniczył w Formule Easter, trzykrotnie (1979–1981) zostając mistrzem ZSRR. W 1978 roku zadebiutował w Pucharze Pokoju i Przyjaźni, rok później natomiast zdobył szóste miejsce w klasyfikacji końcowej, powtarzając to osiągnięcie w sezonie 1985. W latach 1981 i 1984 był dziewiąty, natomiast w sezonie 1982 – siódmy. Następnie brał udział w ukraińskich wyścigach, zostając wicemistrzem kraju w 2000 roku i mistrzem rok później.